# Concierto para piano n.º 26 (Mozart)
El Concierto para piano n.º 26 en re mayor, K. 537, fue compuesto por Wolfgang Amadeus Mozart y completado el 24 de febrero de 1788. Es popularmente conocido como el Concierto de la Coronación.

## Origen del sobrenombre «de la Coronación»
El nombre tradicional asociado a esta obra no fue ideado por el propio Mozart, ni el concierto fue escrito para la ocasión para la que la posteridad le ha dado su nombre. Mozart comenta en una carta a su esposa en abril de 1789 que acababa de interpretar este concierto ante la corte. Pero el sobrenombre «de la Coronación» se derivó por su interpretación en la obra en la época de la coronación de Leopoldo II como Emperador del Sacro Imperio Romano Germánico en octubre de 1790 en Fráncfort del Meno. En el mismo concierto, Mozart también interpretó el Concierto para piano n.º 19 (KV 459). Conocemos este dato gracias a que Johann André de Offenbach publicó las primeras ediciones de ambos conciertos en 1794, y los identificó en sus páginas de título como conciertos interpretados con ocasión de la coronación de Leopoldo II.
Alan Tyson, en su introducción al facsímil de la partitura autógrafa (que se conserva en la actualidad en la Biblioteca y Museo Morgan de Nueva York) publicada por Dover Publications, comenta que «aunque el KV 459 ha sido en ocasiones llamado Concierto "de la Coronación", este título ha sido casi siempre aplicado al KV 537».

## Estructura
El concierto consta de tres movimientos:
1. Allegro en re mayor, en compás de 4/4.
2. Larghetto en la mayor, en compás de 2/2.
3. Allegretto en re mayor, en compás de 2/4.

El tempo del segundo y tercer movimientos se da entre paréntesis porque en el autógrafo no aparecen escritos por la mano del propio Mozart, sino que parecen haber sido anotados por otra persona. (La Neue Mozart-Ausgabe [NMA V/15/8, ed. Wolfgang Rehm] sitúa la nota "Tempobezeichnung im Autograph von fremder Hand" ["Indicación de tempo en el autógrafo por otra mano"] en ambos movimientos, aunque la antigua edición de obras completas de Breitkopf & Härtel no presenta ninguna indicación de que los tempi no fueron anotados por el propio Mozart.)

## La parte de piano inacabada

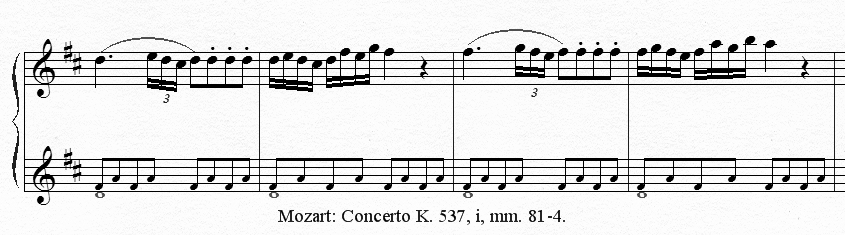
Esta ilustración muestra el inicio del piano solo en el primer movimiento del KV 537 (compases 81-4).

El pentagrama superior muestra las notas escritas en la partitura autógrafa de Mozart. El pentagrama inferior, presentado aquí en notas más pequeñas, no se da en el autógrafo pero apareció por primera vez en la edición de 1794, impresa por Johann André.
Hay un rasgo muy inusual en este concierto. Además de omitir el tempi de dos de los movimientos, Mozart también, según las palabras de Tyson, "no hizo ninguna anotación para la mano izquierda del piano en una gran número de compases a lo largo de la obra." Como se puede ver en el facsímil de Dover Publications, extensos pasajes de la parte de solo simplemente no tiene nada para la mano izquierda, incluido el inicio del solo (movimiento 1, compases 81–99) y el segundo movimiento entero. De hecho, no hay otro concierto para piano de Mozart en el que una buena parte del solo se haya dejado inacabada por parte del compositor. La primera edición de 1794 presenta estos huecos rellenos, y gran parte de los expertos en Mozart, tales como Alfred Einstein y Alan Tyson, han asumido que las adiciones fueron incluidas por el editor Johann André.
Debió ser observado, no obstante, que los principios de todos los pasajes que estaban rellenos en la primera edición solo incluyen patrones de acompañamiento como figuras de bajo Alberti y acordes. Por ejemplo, los compases 145–151 del primer movimiento, que implican pasajes más virtuosísticos de la obra, están totalmente completos en el autógrafo. Para las secciones menos complejas del solo, está claro que Mozart "sabía perfectamente bien qué es lo que tenía que tocar", y por tanto los dejó incompletos.
La antigua partitura de este concierto de las Obras Completas de Mozart de Breitkopf & Härtel no hace ninguna distinción entre lo que Mozart escribió realmente y lo que André (o alguien encargado por él) suplió. Sin embargo, el volumen de la Neue Mozart-Ausgabe referenciaba las adiciones de André en fuente de menor tamaño, con el objetivo de distinguirlas con mayor facilidad de las notas originales de Mozart.

## Acogida de la crítica
Mientras este concierto ha gozado de popularidad debida a su estilo bello y rococó (o galante), en la actualidad se considera que no alcanza el nivel de calidad de los doce conciertos para piano vieneses previos o del posterior Concierto para piano n.º 27. Esto se traduce en una buena acogida crítica, pues el KV 537 fue uno de los conciertos para teclado de Mozart más célebres a lo largo de la historia, especialmente durante el siglo XIX. En 1935, Friedrich Blume, editor de la edición Eulenburg de esta obra, la calificó como "el más conocido y más frecuentemente interpretado" de los conciertos para piano de Mozart. Pero escribiendo en 1945, Alfred Einstein comentó:

...Es muy mozartiano, mientras que al mismo tiempo no expresa el total ni siquiera la mitad de Mozart. Es, de hecho, tan 'mozartiano' que uno podría decir que en él Mozart se imitaba a sí mismo -- tarea que no era difícil para él. Es tan brillante como amable, especialmente en el movimiento lento; éste es muy simple, incluso primitivo, en su relación entre el solo y el tutti, y tan completamente fácil de entender que hasta el siglo XIX siempre lo aprovechó sin dificultad.

Sin embargo, el concierto "de la Coronación" continúa siendo frecuentemente interpretado en la actualidad.